# Dactyle (poésie)
Pour les articles homonymes, voir dactyle.

Le dactyle est comme un doigt, composé d’une partie longue suivie de deux parties brèves.

Le dactyle (du grec ancien δάκτυλος dáktulos, « doigt ») est un pied de la métrique antique, c’est-à-dire un élément métrique (un module rythmique) de la poésie grecque et latine au départ puis, par extension, de toutes les poésies dont le mètre est rythmique ou accentuel et non syllabique.

## Composition du dactyle
Il est composé d’une syllabe longue (ou accentuée pour les métriques accentuelles) suivie de deux syllabes brèves (ou atones). On symbolise le tout ainsi : | — ∪ ∪ |. Le dactyle est donc de rythme descendant, puisqu’il attaque par un temps fort. Par exemple, fōns ĕrăt (suivi d’une voyelle), en latin, forme un dactyle, de même que sándige en allemand. Dans le second cas, ce n'est pas la quantité syllabique qui compte mais l’opposition entre la voyelle tonique et les voyelles atones.
La dénomination grecque de « doigt » résulte probablement d'une analogie avec les phalanges d'un doigt. La première phalange, plus longue, est suivie par deux phalanges plus courtes.
Note : en scansion, la marque de quantité vocalique (macron pour la longue et brève) compte pour la syllabe entière et non la seule voyelle qui la porte.

## Origines
Bien que les Grecs soient les premiers du monde occidental à avoir utilisé le dactyle, il semble qu'ils aient emprunté ce pied à une autre culture, peut-être autochtone. En effet, la langue grecque s’y plie mal et s’adapte bien mieux à l’iambe.[réf. nécessaire]

## Mètres dactyliques
On nomme mètres dactyliques ceux dont le pied fondamental (mais pas forcément exclusif) est le dactyle. Parmi les plus courants, on compte :
- l’hexamètre dactylique, grand vers classique de l'épopée, de schéma | — ∪ ∪ | — ∪ ∪ | — ∪ ∪ | — ∪ ∪ | — ∪ ∪ | — ∪ |
- le tétramètre dactylique de la métrique syllabo-tonique, qui, dans son schéma le plus pur, est composé de seulement quatre dactyles
- le pentamètre dactylique du distique élégiaque, de schéma | — ∪ ∪ | — ∪ ∪ | — | — ∪ ∪ | — ∪ ∪ | ∪ |
- la tétrapodie dactylique, l’un des vers de la poésie lyrique, de schéma | — ∪ ∪ | — ∪ ∪ | — ∪ ∪ | — ∪ ∪ | (ex. Μῶσ᾽ ἄγε Καλλιόπα θύγατερ Διὸς, Alcman, frgt 27 PMG) ;
- l’hémiépès (tripodie dactylique catalectique), l’un des vers de la poésie lyrique, de schéma | — ∪ ∪ | — ∪ ∪ | — |.

On notera que le mot mètre représente dans ces noms un seul pied alors que le mètre en métrique antique est une dipodie, une unité de deux pieds.